# 莫仁相
莫仁相（510年—578年1月24日至2月2日之间），胡姓莫仁氏，本姓马，字饮勿头，扶风郡郿县（今陕西省郿县）人，北魏、东魏、西魏、北周官员。

## 生平
莫仁相的父亲时期迁居到朔州神武郡尖山县，莫仁相在二十岁左右投身军旅。永熙年间，北魏分裂，莫仁相身在东魏军中。天平四年（537年），东魏在沙苑之战中战败，莫仁相被俘虏后受到宇文泰招降，归附西魏，补任都督、殿中将军、辅国将军，很快升任征虏将军、中散大夫，封上蔡县开国伯，食邑五百户。莫仁相因为在与东魏的战争中有军功，升任平东将军、太中大夫、帅都督，又升任抚军将军、通直散骑常侍、大都督，又升任使持节、车骑大将军、仪同三司、大都督，外任归宁郡、盘龙郡二郡太守，进爵归义县开国侯，很快进爵为公。朝廷以莫仁相家族门第高，赐姓莫仁氏，册命为莫仁氏宗主。莫仁相又升任使持节、骠骑大将军、开府仪同三司、大都督，出任丹州诸军事、丹州刺史，又外任蒲州副防主，因为屡次献计，在天和六年（571年）升任使持节、大将军，改封定安县开国公，增加食邑总计两千五百户。宣政元年正月上旬（578年1月24日至2月2日之间），莫仁相去世，虚龄六十九，朝廷赠予淮青幽豫四州刺史，谥号信公。宣政元年四月廿三日（578年5月15日）葬于万年县界鸿顾乡寿贵里。

## 家庭

### 祖父
- 马闻德，北魏南面俟利弗[2]

### 父亲
- 马伯丑，一名各提，北魏武川镇军主、朔州主簿[2]

### 夫人
- 虎氏，原配，留在东魏北齐，虚龄四十二岁去世，周武帝统一北方后才得以迁葬在万年县鸿顾乡寿贵里[2]
- 云氏，赐姓口豆连氏，封安民郡君，又封归义国夫人，建德五年（576年）去世，虚岁六十三，赠定安国夫人[2]

### 子女
- 莫仁菩提，长子，虎氏所生[2]
- 莫仁诞，世子，云氏所生，北周使持节、车骑大将军、仪同三司、大都督、定安国世子[2]